# Boeing CST-100 Starliner

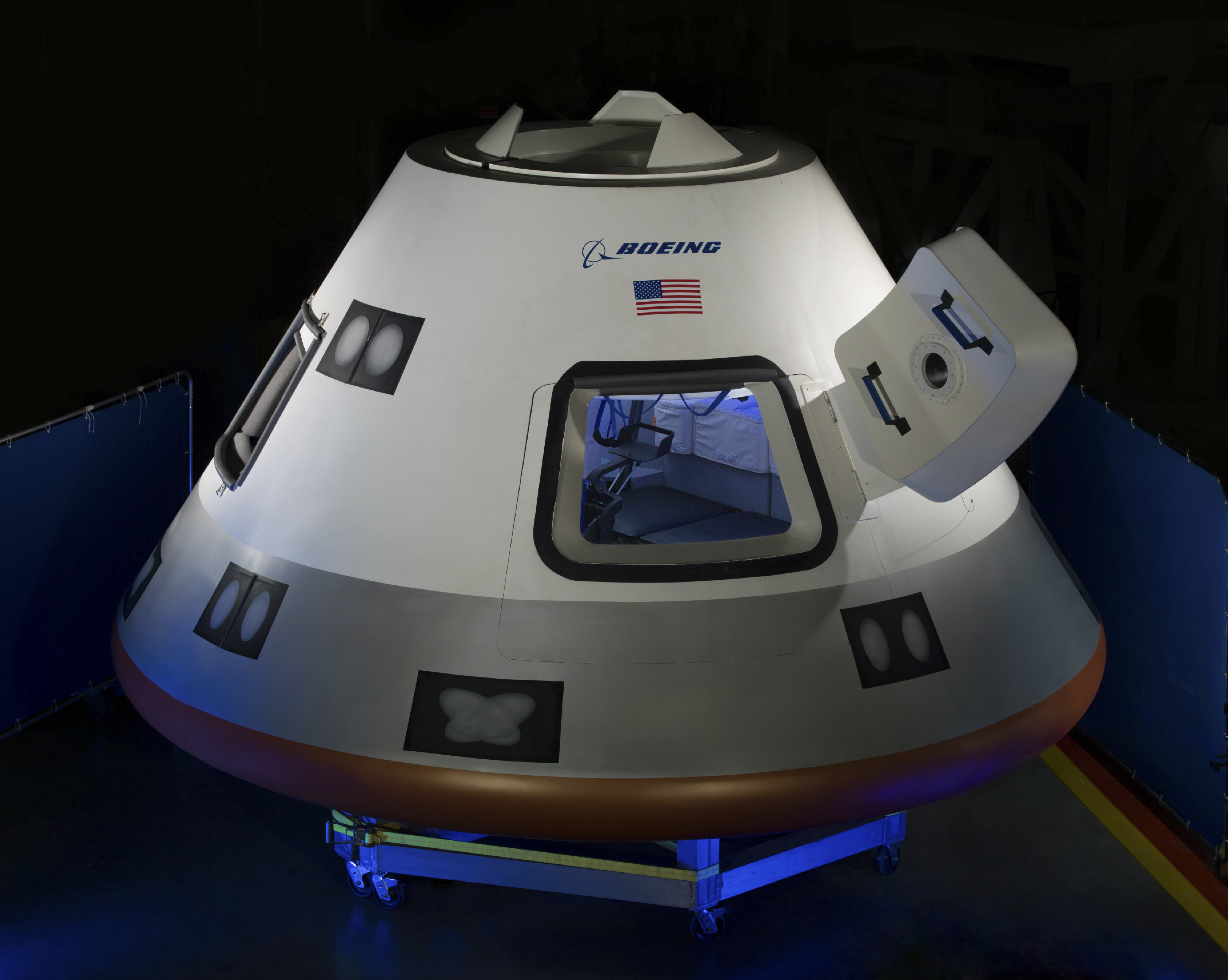
Maketa CST-100

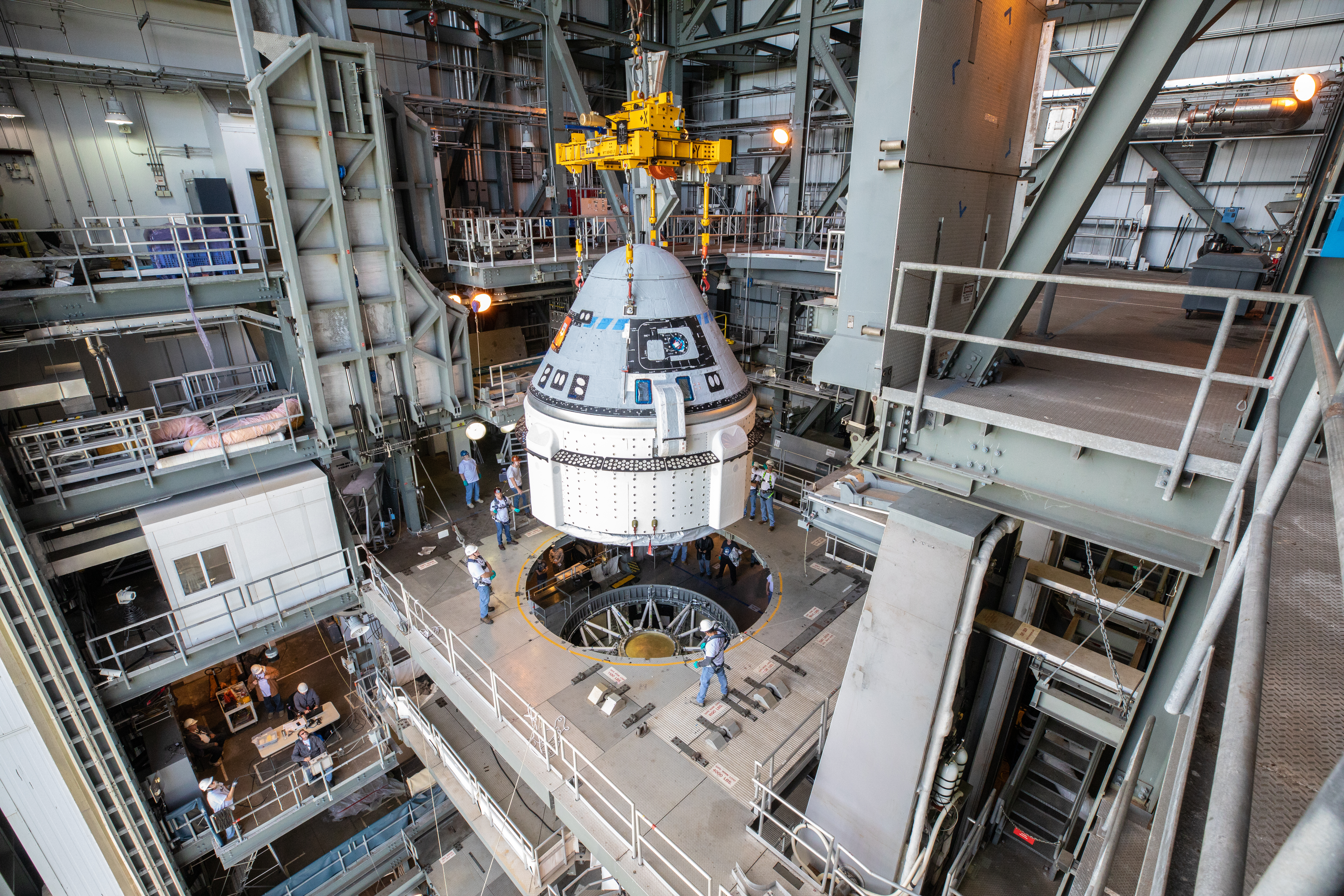
Integrace Starlineru na raketu Atlas V před letem OFT.

Boeing CST-100 Starliner (anglicky Crew Space Transportation) je kosmická loď vyvíjená společností Boeing v rámci programu Commercial Crew Development vyhlášeném roku 2008 americkým Národním úřadem pro letectví a kosmonautiku (NASA). Jejím hlavním úkolem má být doprava astronautů na Mezinárodní vesmírnou stanici (ISS).
Podle plánů z roku 2008 měla v rámci programu komerčních letů s posádkou Commercial Crew Program (CCP) z roku 2014 vykonat 2 až 6 pilotovaných letů, případně soukromé vesmírné stanice, jejichž příkladem je navrhovaná stanice společnosti Bigelow Aerospace. Program se však opožďoval a první pilotovaný let se uskutečnil v roce 2024.

## Charakteristika
Starliner je navenek podobná lodi Orion (MPCV), kosmické lodi vyvíjené pro NASA společností Lockheed Martin. Je  větší než velitelský modul Apolla, ale o něco menší než Orion. Loď má nést až sedmičlennou posádku, kvůli omezené kapacitě amerického segmentu ISS však bude dopravovat spíše čtyřčlennou posádku a omezené množství zásob. Na oběžné dráze připojená ke stanici bude moci zůstat sedm měsíců, koncipována je jako znovupoužitelná s životností 10 letů.
V první fázi programu CCDev, roku 2010, dostal Boeing od NASA 18 miliónů dolarů na předběžný návrh lodi. Ve druhé fázi, roku 2011, Boeing získal 93 miliónů na další vývoj. Kromě CST-100 má NASA k dispozici i loď Dragon 2 konkurenční společnosti SpaceX.
CST-100 má být uzpůsobena k vynášení různými nosiči, a sice nosnými raketami Atlas V, Delta IV a Falcon 9.
Pro první start zvolil Boeing raketu Atlas V.

## Seznam lodí
Seznam jednotlivých vyrobených kusů lodi CST-100 Starliner:
| Výrobní označení | Jméno                    | Status    | Počet letů | Celková doba letů          | Poznámky                                                                                                   | Galerie                                                        |
| ---------------- | ------------------------ | --------- | ---------- | -------------------------- | --- | -------------------------------------------------------------- |
| Spacecraft 1     | (nepojmenovaný prototyp) | Vyřazena  | 1          | 1 minuta a 35 sekund       | Použita pro Pad Abort Test (test úniku lodě ze startovací rampy) a poté vyřazena z provozu.                | Kategorie „Boeing Starliner Spacecraft 1“ na Wikimedia Commons |
| Spacecraft 2     | (dosud bez jména)        | Ve službě | 1          | 5 dní, 23 hodin a 54 minut | Použita pro dodatečný testovací let OFT-2.                                                                 | Kategorie „Boeing Starliner Spacecraft 2“ na Wikimedia Commons |
| Spacecraft 3     | Calypso                  | Ve službě | 2          | 93 dní, 14 hodin, 31 minut | Použita pro lety OFT a CFT. Pokřtěna jménem slavné výzkumné lodi oceánografa a filmaře Jacquese Cousteaua. | Kategorie „Boeing Starliner Calypso“ na Wikimedia Commons      |

## Seznam misí
| Let                                      | Datum startu                                                      | Použitá loď                         | Stav mise          | Čas strávený na ISS        | Trvání mise                | Poznámky                                                                                       |
| ---------------------------------------- | ----------------------------------------------------------------- | ----------------------------------- | ------------------ | -------------------------- | -------------------------- | ---------------------------------------------------------------------------------------------- |
| Boeing Pad Abort Test                    | 4. listopadu 2019                                                 | Spacecraft 1                        | Úspěšná            | —                          | 99 sekund                  | test úniku lodě ze startovací rampy                                                            |
| Boeing Orbital Flight Test               | 19. prosince 2019                                                 | Spacecraft 3 Calypso                | Částečně neúspěšná | —                          | 2 dny, 1 hodina a 22 minut | zkušební bezpilotní let na ISS, loď ke stanici nedoletěla                                      |
| Boeing Orbital Flight Test 2             | 19. května 2022                                                   | Spacecraft 2                        | Úspěšná            | 4 dny, 18 hodin a 8 minut  | 5 dní, 23 hodin a 54 minut | opakovaný zkušební bezpilotní let na ISS, loď byla ke stanici připojena bezmála 5 dní          |
| Boeing Crew Flight Test                  | 5. června 2024                                                    | Spacecraft 3 Calypso                | Částečně úspěšná   | 92 dní, 4 hodiny, 30 minut | 93 dní, 13 hodin, 9 minut  | zkušební let na ISS s 2 astronauty; na Zemi se loď z bezpečnostních důvodů vrátila bez posádky |
| Boeing Starliner-1                       | po certifikaci na základě předchozího letu, nejdříve v srpnu 2025 | Spacecraft 2                        | Plánovaná          | 6 měsíců (plánováno)       |                            | první z až šesti operačních pilotovaných letů na ISS v rámci CCP                               |
| Boeing Starliner-2 až Boeing Starliner-6 | do 2030 (konec životnosti ISS)                                    | Spacecraft 2 / Spacecraft 3 Calypso | Plánovaná          | 6 měsíců (plánováno)       |                            | lety pro NASA objednané v první fázi CCP                                                       |